# Tupperware
Tupperware er et varemærke og firma, for husholdningsartikler i plastik, som inkluderer artikler til tilberedning af fødevarer, beholdere til opbevaring samt service.
Tupperware er kontrolleret af Tupperware Brands Corporation et multinationalt markedsføringsfirma, som blev etableret i 1946 i Orlando, USA, af Earl Tupper.
Firmaet er et direkte-salg firma, hvor produkterne markedsføres og sælges direkte til forbrugeren af konsulenter over hele Jorden.
Tupperware-produkterne bliver solgt ved private sammenkomster af konsulenter/ sælgere, som er medlemmer af organisationen.

## Tupperware
- En Tupperware-beholder

## Ekstern henvisning
- Tupperware Danmark, hjemmeside

1. ↑  Navnet er anført på bokmål og stammer fra Wikidata hvor navnet endnu ikke findes på dansk.
2. ↑  Navnet er anført på bokmål og stammer fra Wikidata hvor navnet endnu ikke findes på dansk.